# La frusta di sangue
La frusta di sangue (The Great Jesse James Raid) è un film del 1953 diretto da Reginald Le Borg.
È un western statunitense con Willard Parker nel ruolo di Jesse James, Barbara Payton e Tom Neal.

## Trama
Il fuorilegge Jesse James vive con la moglie sotto altro nome in una cittadina del Montana, aspettando di venire dimenticato dalla polizia e dalla stampa. Un giorno arrivano due antichi compagni che gli propongono il furto di una quantità d'oro rinchiusa nei pressi di una miniera dismessa nel Colorado. Benché la moglie cerchi di dissuaderlo, Jesse accetta ritenendo che il colpo possa dargli la possibilità di scappare all'estero e vivere finalmente tranquillo. 
Assoldati tre complici per l'occasione, gli uomini si mettono al lavoro per rimettere in attività la miniera abbandonata, attraverso la quale si può arrivare al deposito dell'oro. Uno dei complici però si è ripromesso di sbarazzarsi dei compagni e tende un agguato a Jesse, ma un compagno lo avverte del pericolo. Nel frattempo, l'acqua che fuoriesce da un corso d'acqua sotterraneo in seguito all'esplosione di una mina fa annegare alcuni uomini e fa crollare la vecchia galleria. Solo Jesse e un complice riescono a salvarsi, decidendo di desistere dall'impresa.

## Produzione
Il film, diretto da Reginald Le Borg a basso budget su una sceneggiatura di Richard H. Landau, fu prodotto da Robert L. Lippert Jr. per la Jezebel Productions e girato nell'aprile del 1953.
Il film viene ricordato perché è l'ultimo film in cui recita Tom Neal (se si eccettua un piccolo cameo girato cinque anni dopo) ed è l'unico in cui compare insieme a Barbara Payton, che al tempo viveva con lui una burrascosa relazione, molto commentata dalla stampa scandalistica dell'epoca.

## Distribuzione
Il film fu distribuito con il titolo The Great Jesse James Raid negli Stati Uniti dal 17 luglio 1953 al cinema dalla Lippert Pictures.
Altre distribuzioni:
- in Finlandia il 7 settembre 1956 (Jesse James tappelee)
- in Messico il 14 dicembre 1961 (La revancha de Jesse James)
- in Spagna (El gran golpe de Jesse James)
- in Grecia (O lytrotis)
- in Italia (La frusta di sangue)
- in Venezuela (Los últimos días de Jesse James)

## Promozione
La tagline è: FILMED IN NEW ANSCO COLOR!.